# Les Parfums Chanel
Les Parfums Chanel est une entreprise de parfums et cosmétiques fondée le 4 avril 1924 par les frères Wertheimer des Parfumeries Bourjois. Celle-ci utilise le nom de Gabrielle Chanel pour ses produits. En 1954, lors du rachat de Chanel (couture), Les Parfums Chanel prennent le nom de Chanel SA.

## Historique
À la suite du succès du parfum No 5 en quelques années puis la création de No 22, Gabrielle Chanel souhaite commercialiser le célèbre parfum orné d'un 5 aux Galeries Lafayette alors que les parfums sont jusqu'alors exclusivement vendus dans les boutiques de la marque rue Cambon à Paris, à Biarritz, Deauville et Cannes. Elle contacte le propriétaire de l'époque, Théophile Bader, mais Ernest Beaux, le créateur de No 5, ne peut fournir la quantité suffisante de parfum. Bader fait rencontrer à Coco Chanel les propriétaires de Bourjois, Pierre et Paul Wertheimer à l'hippodrome de Longchamp ; ceux-ci, qui possèdent un vaste réseau de distribution dans le monde, acceptent de financer la production, la distribution et la commercialisation.
Le 4 avril 1924, associés à Théophile Bader qui prend 20 % des parts, les deux frères fondent Les Parfums Chanel ou Société des Parfums Chanel ; Coco Chanel a 10 % des parts contre l'apport de son nom et 2 % des recettes sur les ventes des parfums (soit près d'un million de dollars en 1947), les frères Wertheimer qui assument tous les risques financiers, ayant 70 % des parts. En parallèle, elle conçoit dès cette année-là des produits de maquillage, dont un rouge à lèvres rouge sang.
À partir de cette date, les créations s'enchaînent : Ernest Beaux crée Gardénia en 1925, Bois des îles l'année suivante, puis Cuir de Russie en 1927,. 
Se sentant lésée, Coco Chanel traite publiquement les frères Wertheimer de bandits en 1930 et snobe les conseils d'administration, si bien qu'en 1933 les actionnaires décident de l'écarter de la direction des Parfums Chanel. Malgré tout, son association avec les deux frères reste sécurisante financièrement. Elle verra dans sa collaboration avec les nazis un moyen de récupérer l'industrie des Parfums Chanel.
Lors de la déclaration de guerre en 1939, Coco Chanel ferme sa maison de couture à Paris, laissant uniquement la boutique de parfums ouverte,. Elle part pour le Sud de la France, revenant à Paris l'année suivante.
Pendant la Seconde Guerre mondiale, les frères Wertheimer sont réfugiés aux États-Unis. Gabrielle Chanel, antisémite, attire l’attention des pouvoirs publics par opportunisme sur la fausse « aryanisation » de la société Bourjois qui protège les intérêts des Wertheimer,, en utilisant les lois contre les Juifs et les étrangers pendant le régime de Vichy ; en vain car les Wertheimer firent passer le contrôle des Parfums Chanel entre les mains de prête-noms et elle doit attendre 1948 pour obtenir un pourcentage du chiffre d'affaires. À l'issue du conflit en 1947, les parties trouvent quand même un accord apaisant.

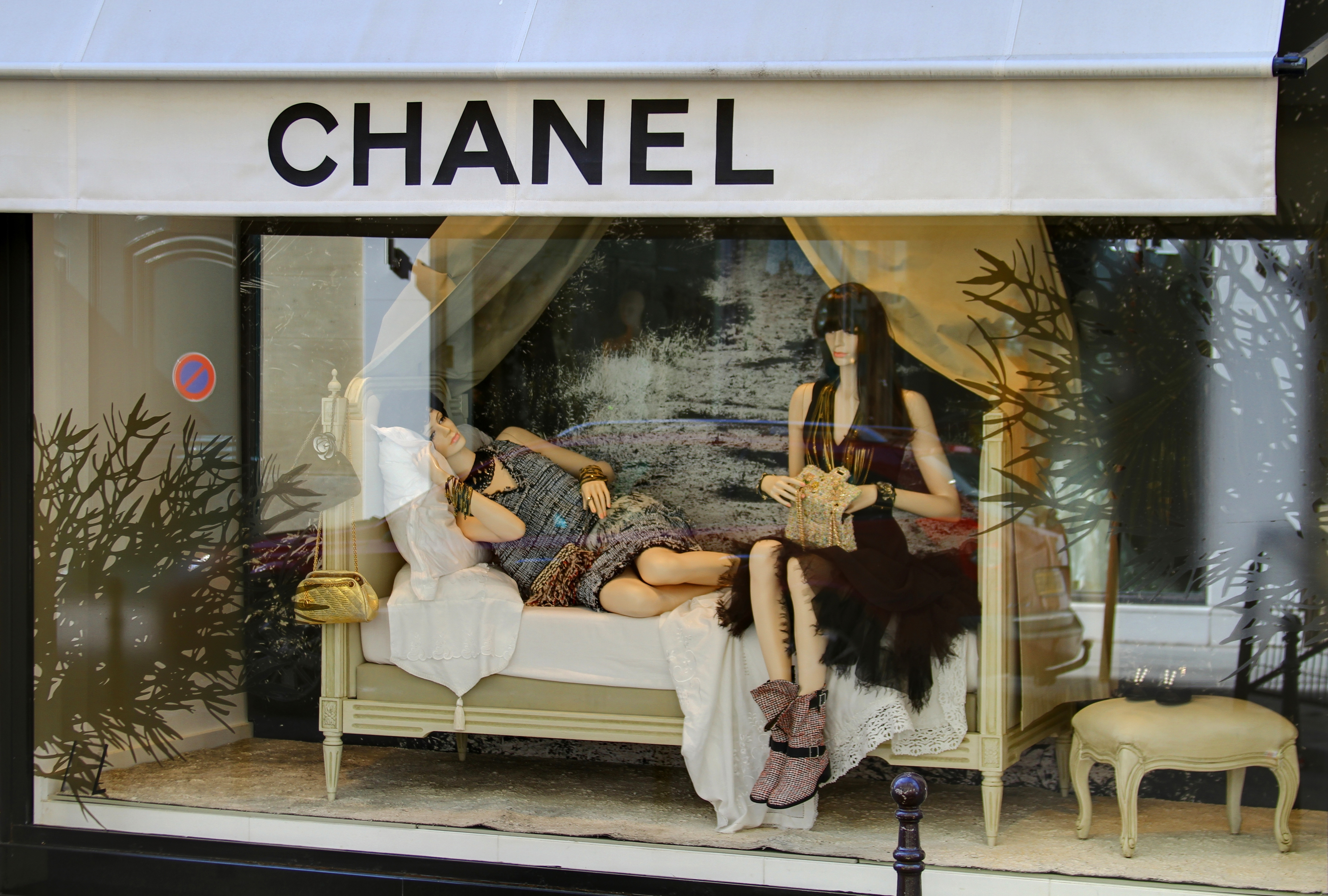
La boutique Chanel, rue Cambon à Paris en 4 2011.

Si les ventes de parfums se maintiennent tout au long de ses années sans la haute couture, celles de No 5 sont en baisse dans les années 1950.
Gabrielle Chanel, peu gestionnaire, décide de vendre la couture aux Parfums Chanel, tout en conservant la direction jusqu'à sa mort. À la suite de ce rachat, Les Parfums Chanel prennent le nom de Chanel SA. En 1954, date de la réouverture de la maison de couture, la boutique de parfums de la rue Cambon est remise à neuf. Gabrielle Chanel meurt en 1971.
Entre-temps, le parfumeur Henri Robert prend la relève : la première eau de toilette pour homme de la maison, Pour Monsieur, apparait en 1955, No 19 en 1970. Puis c'est Jacques Polge qui devient le « nez » de la maison de parfums en 1978. Égoïste Platinium en 1993, Allure (1996), Coco Mademoiselle (2001), Chance (2003) et Bleu de Chanel (2010) sont commercialisés. En 2014, Jacques Polge est rejoint par son fils, Olivier, amené à lui succéder comme parfumeur maison. Bleu devient l'année suivante le parfum masculin le plus vendu en France et c'est en février de la même année qu'Olivier Polge devient à quarante ans le nouveau nez de Chanel, succédant ainsi à son père.